# 잘롤리딘 마샤리포프
잘롤리딘 마샤리포프(우즈베크어: Jaloliddin Masharipov, Жалолиддин Машарипов, 1993년 9월 1일 ~ )는 우즈베키스탄의 축구 선수로 현재 이란 페르시안 걸프 프로리그의 에스테글랄 FC에서 미드필더로 활동 중이다.

## 클럽 경력
2013년 우즈베키스탄 슈퍼리그의 강호 파흐타코르 타슈켄트 소속으로 프로에 데뷔하여 2020 시즌까지 공식전 170경기 32골(컵대회 31경기 5골 포함)을 터뜨리며 리그 4회 우승, 우즈벡컵 2회 우승, 2019년 우즈벡 리그컵 우승, 2020년 AFC 챔피언스리그 8강 진출 등에 공헌했고 이 뿐만 아니라 우즈베키스탄 슈퍼리그 2020 어시스트상, 옵타 스포츠가 선정한 AFC 챔피언스리그 베스트 11, 우즈베키스탄 축구 협회 선정 올해의 선수상까지 휩쓰는 기염을 토했으며 이에 앞서 2017 시즌에는 같은 지역 연고팀인 로코모티프 타슈켄트로 임대 이적하여 33경기 8골(컵대회 6경기 2골 포함)을 기록하며 로코모티브의 더블 달성(리그 우승, 컵대회 우승)에 기여했다.
이후 2021 시즌을 앞둔 2020년 12월 26일 사우디 프로페셔널리그의 알나스르 FC와 입단 계약을 체결한 뒤 1개월 후 UAE 프로리그의 샤바브 알아흘리 클럽으로 임대 이적하여 2020-21년 UAE 리그컵 우승을 이끌었고 이에 대한 공로를 인정받아 UAE 리그컵 맨 오브 더 매치에 선정되는 영예를 안았다.

## 국가대표팀 경력
우즈벡 U-20 대표팀 소속으로 튀르키예에서 열린 2013년 FIFA U-20 월드컵 본선 5경기에 모두 출전하며 2011년 FIFA U-17 월드컵 이후 2년만의 우즈베키스탄 축구 역사상 FIFA 주관 대회 통산 2번째 8강 진출에 이바지했다.
그러나 우즈벡 U-23 대표팀의 일원으로 2015년 킹스컵에 출전하여 2월 1일 대한민국과의 1차전에서 강상우와 경합하는 과정에서 강상우의 얼굴을 걷어차며 퇴장 조치를 받았고 이후 같은 팀 동료인 토히르욘 샴시디노프도 심상민과의 경합 중 충돌 후 넘어졌다가 다시 일어나 심상민의 얼굴을 3차례 가격하는 비신사적인 행위를 자행하며 샴시디노프와 함께 대한민국 축구팬들은 물론 영국, 아일랜드 등 전 세계의 외신들로부터 거센 비난을 받아야 했다.
결국 이 사태로 우즈베키스탄 축구 협회가 대한축구협회에 직접 사과 공문을 보냈고 결국 샴시디노프와 함께 잔여 경기 출장 금지라는 처분을 받은 건 물론 슈흐라트 막수도프 우즈벡 U-23 대표팀 감독도 협회로부터 선수 관리 소홀에 대한 책임을 지고 경질되는 징계를 피해가지 못했다.
그로부터 1년 후인 2016년 10월 6일 이란과의 2018년 FIFA 월드컵 아시아 지역 3차 예선 A조 3차전에서 우즈벡 A대표팀 소속으로 후반 16분 사르도르 라시도프와의 교체 투입을 통해 국제 A매치 데뷔전을 치렀으며 2019년 1월 13일 같은 중앙아시아팀인 투르크메니스탄과의 2019년 AFC 아시안컵 F조 2차전에서 A매치 데뷔골을 신고하며 팀의 4-0 대승에 일조했다.
하지만 U-23 대표팀 와일드카드로 출전한 2018년 아시안 게임 8강전에서 대한민국과 연장 접전 끝에 패하며 4강 진출이 좌절되자 심판에게 거세게 항의하다가 결국 경기 종료 후 레드카드를 받고 퇴장당하는 수모와 굴욕을 맛보았다.

## 수상

### 클럽
파흐타코르 타슈켄트
- 우즈베키스탄 슈퍼리그 : 우승 (2014, 2015, 2019, 2020), 준우승 (2018)
- 우즈베키스탄컵 : 우승 (2019, 2020), 준우승 (2018)
- 우즈베키스탄 리그컵 : 우승 (2019)
- 우즈베키스탄 슈퍼컵 : 준우승 (2015, 2016)

로코모티프 타슈켄트
- 우즈베키스탄 슈퍼리그 : 우승 (2017)
- 우즈베키스탄컵 : 우승 (2017)

 샤바브 알아흘리 클럽
- UAE 프로리그 : 3위 (2020-21)
- UAE 리그컵 : 우승 (2020-21)

### 개인
- 우즈베키스탄 슈퍼리그 어시스트상 : 2020
- 옵타 스포츠 선정 AFC 챔피언스리그 베스트 11 : 2020
- 우즈베키스탄 축구 협회 선정 올해의 선수 : 2020
- UAE 리그컵 최우수선수상 : 2020-21